# Myrmecaelurus persicus
Myrmecaelurus persicus är en insektsart som först beskrevs av Navás 1929.  Myrmecaelurus persicus ingår i släktet Myrmecaelurus och familjen myrlejonsländor. Inga underarter finns listade i Catalogue of Life.